# Яратово
Яратово (баш. Ярат) — село в  Баймакском районе Башкортостана Российской Федерации. Административный центр Яратовского сельсовета. Согласно переписи 2020 года население составляло 511 человек.

## Географическое положение
Находится на правом берегу реки Сакмары.
Расстояние до:
- районного центра (Баймак): 27 км,
- ближайшей железнодорожной станции (Сибай): 71 км.

## История
До 1980 года входило в состав 1-го Иткуловского сельсовета.

## Население
| 2002 | 2009 | 2010 |
| ---- | ---- | ---- |
| 599  | ↗613 | ↘516 |

Национальный состав
Согласно переписи 2002 года, преобладающая национальность — башкиры (99 %)

## Религия
В селе есть мечеть.